# قلب یک جنگجو
قلب یک جنگجو (به انگلیسی: A Warrior's Heart) یک فیلم درام عاشقانه/ورزشی در سال ۲۰۱۱ به کارگردانی مایکل اف سی سارز و با بازی کلان لوتز و اشلی گرین است.

## بازیگران
بازیگران اصلی
- کلان لاتز در نقش کونور سالیوان
- آدام بیچ در نقش دوک وین
- اشلی گرین در نقش بروکلین
- گابریل انوار در نقش کلر سالیوان

دیگران
- کورد اوراستریت در نقش دورفی
- ویلیام ماپوتر در نقش دیوید میلگان
- آرون هیل در نقش جو برایانت
- کریس پاتر در نقش سرهنگ دوم سالی سالیوان
- جی هایدن در نقش جی پی جونز
- ریج کانیپ در نقش کیگان سالیوان
- دانیل بوگو در نقش پاول
- تی جی الکساندر در نقش سیرا لاکروز بازیکن شماره ۲۹
- الکس رز ویزل در نقش بازیکن لاکروس بازیکن شماره ۱۲
- برایان لیلیس در نقش ریگنز
- هیمسون چان در نقش بازیکن بترفیلد
- لورن ماینیت در نقش چارلی
- جیم پاسیتی در نقش مربی جارویس
- باسیلینا باتلر در نقش پرنت
- دیه گو آکونا در نقش داور ساحل غربی
- رندال می در نقش داور ساحل شرقی
- آلن اینس در نقش خودش
- رایان وینویا در نقش دوست بازیکن لاکروز آسیا
- جیمز ویلا در نقش دوست بازیکن لاکروز آسیایی شماره ۲

## نمایش
این فیلم در جشنواره کن ۲۰۱۱ پخش و در ۲ دسامبر ۲۰۱۱ در ایالات متحده اکران شد. بخش اعظم فیلمبرداری در مدرسه ارشد میفیلد در پاسادنا، کالیفرنیا انجام گردید.